# فريمان وود
فريمان وود (بالإنجليزية: Freeman Wood)‏ هو ممثل أمريكي، ولد في 1 يوليو 1896 في الولايات المتحدة، وتوفي في 15 فبراير 1956 بهوليوود في الولايات المتحدة.

## وصلات خارجية
- فريمان وود على موقع IMDb (الإنجليزية)
- فريمان وود على موقع ألو سيني (الفرنسية)
- فريمان وود على موقع تيرنر كلاسيك موفيز (الإنجليزية)
- فريمان وود على موقع أول موفي (الإنجليزية)
- فريمان وود على موقع قاعدة بيانات برودواي على الإنترنت (الإنجليزية)
- فريمان وود على موقع قاعدة بيانات الأفلام السويدية (السويدية)
- فريمان وود على موقع قاعدة بيانات الفيلم (الإنجليزية)
- فريمان وود على موقع كينوبويسك (الروسية)